# Lîpkî, Mostîska
Lîpkî (în ucraineană Липки) este un sat în comuna Mîșleatîci din raionul Mostîska, regiunea Liov, Ucraina.

## Demografie
Componența lingvistică a localității Lîpkî
     Ucraineană (100%)
Conform recensământului din 2001, toată populația localității Lîpkî era vorbitoare de ucraineană (100%).